# یواس‌اس وای‌ام‌اس-۶۱
یواس‌اس وای‌ام‌اس-۶۱ (به انگلیسی: USS YMS-61) یک کشتی است که طول آن ۱۳۶ فوت (۴۱ متر) می‌باشد. این کشتی در سال ۱۹۴۱ ساخته شد.